# Associação Escocesa de Voleibol
A Associação Escocesa de Voleibol  (em inglês:Scottish Volleyball Association SVA) é  uma organização fundada em 1970 que governa a pratica de voleibol na Escócia, sendo membro da Federação Internacional de Voleibol e da Confederação Européia de Voleibol, a entidade é responsável por  organizar  os campeonatos nacionais de  voleibol Campeonato Escocês de Voleibol Masculino e Campeonato Escocês de Voleibol Feminino no país.